# Hoplolabis iranica
Hoplolabis iranica là một loài ruồi trong họ Limoniidae. Chúng phân bố ở miền Cổ bắc.